# Дробление (эмбриология)

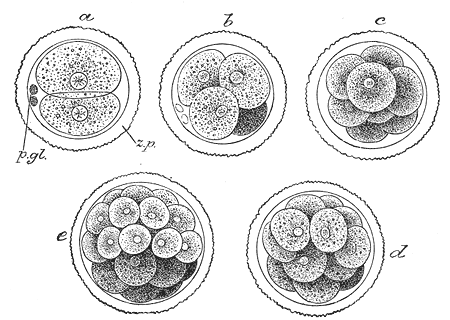
Дробление: эмбрион млекопитающего. z.p. — zona pellucida, p.gl. — полярные тельца, a — двуклеточная стадия, b — четырёхклеточная стадия, c — восьмиклеточная стадия, d, e — морула

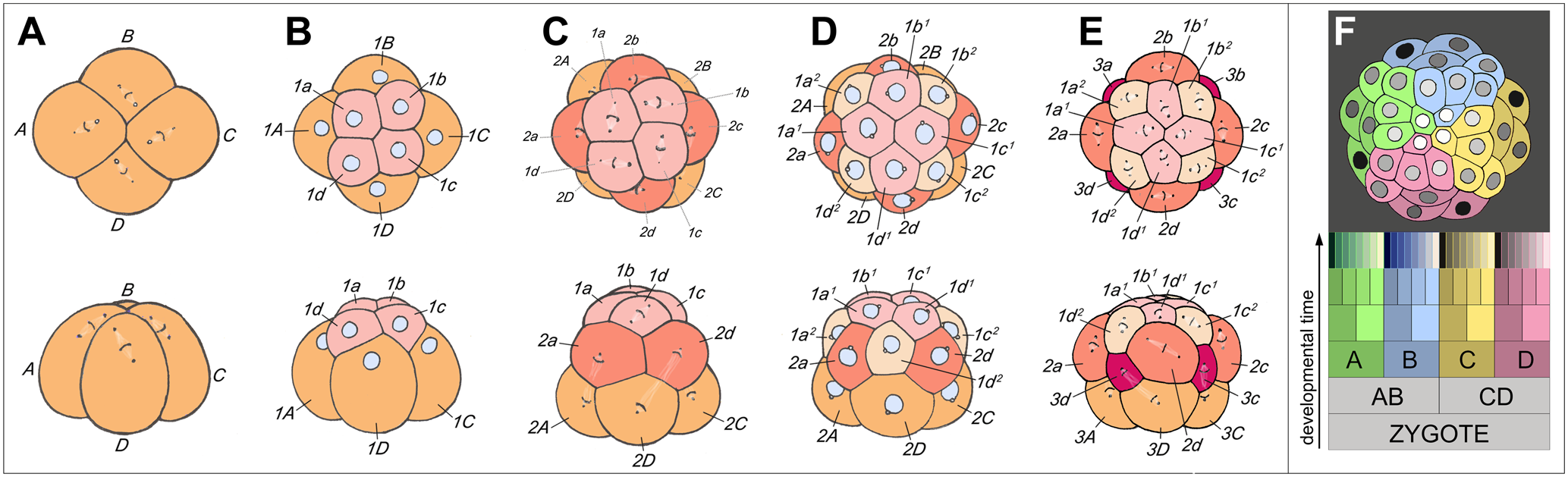
Спиральное дробление морской улитки Trochus.

Дробле́ние — ряд последовательных митотических делений оплодотворённого или инициированного к развитию яйца. Дробление представляет собой первый период эмбрионального развития, который присутствует в онтогенезе всех многоклеточных животных. При этом масса зародыша и его объём не меняются, оставаясь такими же, как и в начале дробления. Яйцо разделяется на все более мелкие клетки — бластомеры. Характерная особенность дробления — ведущая регуляторная роль цитоплазмы в развитии. Характер дробления зависит от количества желтка и его расположения в яйце.

## Биологическое значение дробления
- Переход к многоклеточности
- Увеличение ядерно-цитоплазматического отношения

## Характерные черты дробления
Дробление как особый этап онтогенеза животных имеет характерные черты, которые свойственны большинству животных, но могут отсутствовать у некоторых групп.
1. Бластомеры делятся очень быстро (у дрозофилы — раз в 20 минут) и более или менее синхронно.
2. Интерфаза сокращена до S-фазы; в связи с этим транскрипция собственных генов зародыша полностью подавлена, транскрибируются только запасённые в яйцеклетке материнские мРНК.
3. Между делениями нет периода роста, так что общая масса зародыша не растёт.

По всем этим характеристикам дробление млекопитающих резко отклоняется от типичного. Бластомеры делятся у них медленно, синхронность нарушается уже после 1—2 делений, в это же время активируется собственный геном зародыша.

## Классификация типов дробления
На основе ряда существенных характеристик (степень детерминированности, полнота, равномерность и симметрия деления) выделяют ряд типов дробления. Типы дробления во многом определяются распределением веществ (в том числе, желтка) по цитоплазме яйца и характером межклеточных контактов, которые устанавливаются между бластомерами.
Дробление может быть: детерминированным и регулятивным; полным (голобластическим) или неполным (меробластическим); равномерным (бластомеры более-менее одинаковы по величине) и неравномерным (бластомеры не одинаковы по величине, выделяются две — три размерные группы, обычно называемые макро- и микромерами); наконец, по характеру симметрии различают радиальное, спиральное, различные варианты билатеризованных и анархическое дробление. В каждом из этих типов выделяют ряд вариантов.

### По степени полноты делений

#### Голобластическое дробление
Плоскости дробления разделяют яйцо полностью. Выделяют полное равномерное дробление, при котором бластомеры не различаются по размерам (такой тип дробления характерен для гомолецитальных и алецитальных яиц), и полное неравномерное дробление, при котором бластомеры могут существенно различаться по размерам.
Такой тип дробления характерен для умеренно телолецитальных яиц.

#### Меробластическое дробление
- Дискоидальное

1. ограничено относительно небольшим участком у анимального полюса,
2. плоскости дробления не проходят через всё яйцо и не захватывают желток.

Такой тип дробления типичен для телолецитальных яиц, богатых желтком (птицы, рептилии). Такое дробление называют дискоидальным, так как в результате дробления на анимальном полюсе образуется небольшой диск клеток (бластодиск).
- Поверхностное

1. ядро зиготы делится в центральном островке цитоплазмы,
2. получающиеся ядра перемещаются на поверхность яйца, образуя поверхностный слой ядер (синцитиальную бластодерму) вокруг лежащего в центре желтка. Затем ядра разделяются мембранами, и бластодерма становится клеточной.

Такой тип дробления наблюдается у членистоногих.

### По типу симметрии дробящегося яйца

#### Радиальное
Ось яйца является осью радиальной симметрии. Типично для ланцетника, осетровых, амфибий, иглокожих, круглоротых.
Хотя дробление амфибий часто описывается как радиальное, на самом деле ещё до дробления, сразу же после оплодотворения, их яйцо приобретает билатеральную симметрию — на будущей спинной стороне зародыша образуется «серый серп» (его материал позднее попадает в клетки шпемановского организатора, или дорзальной губы бластопора). Билатеральную симметрию имеет и бластула амфибий.

#### Спиральное
В анафазе бластомеры разворачиваются. Отличается лево-правой дисимметрией (энантиоморфизм) уже на стадии четырёх (иногда двух) бластомеров. Типично для некоторых моллюсков, кольчатых и ресничных червей.

#### Билатеральное
Имеется 1 плоскость симметрии. Типично для аскариды.

#### Анархическое
Бластомеры слабо связаны между собой, сначала образуют цепочки или бесформенную массу; часто у одного вида встречаются разные варианты расположения бластомеров. Типично для кишечнополостных.